# برونو لورو
برونو لورو (بالفرنسية: Bruno Le Roux) ولد في 2 مايو 1965 [bʁyno ləʁu] النطق الفرنسي وزير الداخلية الفرنسي، 6 ديسمبر 2016-21 مارس 2017.في مدينة جينوفييه، كان عضوا في الجمعية الوطنية حيث مثل دائرة سين سان دوني [1] وكان زعيم المجموعة الاشتراكية، قاد الحزب الاشتراكي في الجمعية الوطنية من عام 2012 إلى عام 2016. وفي 6 ديسمبر 2016، تم تعيينه وزيرا للداخلية في حكومة بيرنارد كازينيوف. في 21 مارس 2017، أجبر على الاستقالة من الحكومة عندما تم الكشف عن أنه استخدم ابنتيه، التان تتراوح أعمارهم بين 15 و 16 فقط، كمساعدين برلمانين - استخدام الأموال العامة - بينما كان شغل منصب نائب الجمعية الوطنية. وقد حل محله ماتيا فوكل، وزير الدولة للتجارة الخارجية.

## السيرة الذاتية
حاصل على درجة الماجستير في الارة والإدارة الاستراتيجية من جامعة غرب باريس نانتير لاديفونس